# Tamara Karsavina
Tamara Platonovna Karsavina, född 10 mars 1885 i Sankt Petersburg, Ryssland, död 26 maj 1978 i Beaconsfield, England, var en rysk ballerina. Karsavina var en av Rysslands främsta ballerinor.

## Biografi
Tamara Karsavina var dotter till den ryske balettdansören Platon Karsavin. Karsavina erhöll sin balettskolning vid Mariinskijbaletten och kom med tiden att dansa hela Petipas repertoar. Hon dansade med Djagilevs Ballets Russes och Wacław Niżyński fram till 1913. Hennes mest berömda roller är Lise i La Fille mal gardée och Medora i Le Corsaire samt Eldfågeln med koreografi av Michel Fokine.
1917 gifte sig Karsavina med den brittiske diplomaten Henry James Bruce och bosatte sig i London, där hon 1920 var med och grundade Royal Academy of Dance. Bland hennes elever återfanns Margot Fonteyn.
I sina memoarer, Theatre Street, berättar Karsavina om sin balettskolning, sin tid vid Mariinskijbaletten och som ballerina i sällskapet Ballets Russes. Karsavina var berömd för sin skönhet, och inom balettvärlden var hon uppburen och älskad. Bland de ryska ballerinorna var konkurrensen stenhård, och hon och Anna Pavlova utvecklade en hätsk rivalitet. Tamara Karsavina avled 1978 vid 93 års ålder.

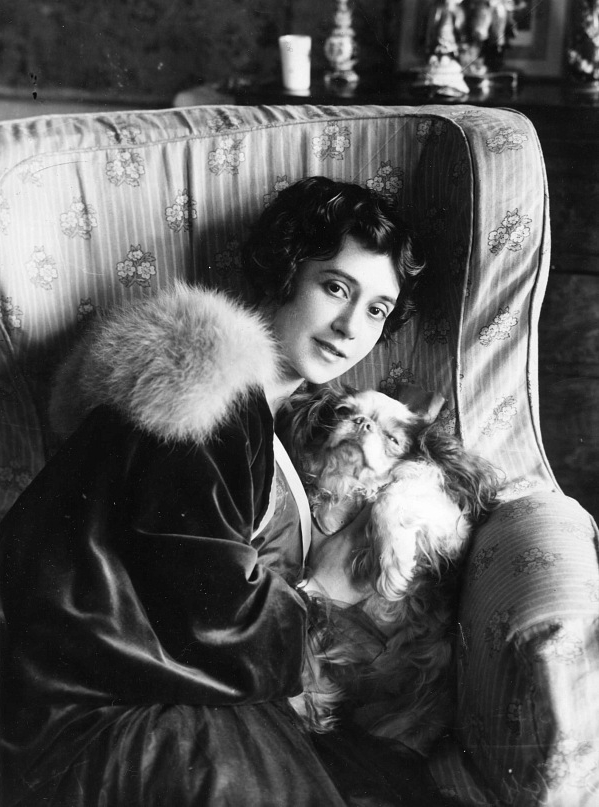
Porträtt från början av 1910-talet.
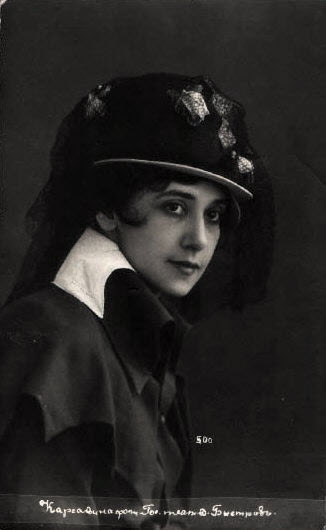
Tamara Karsavina cirka 1910.
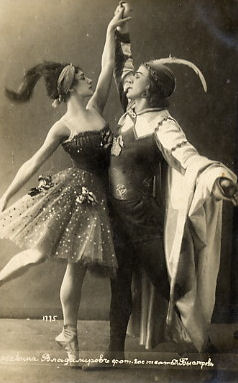
Som Odile i Svansjön tillsammans med Pierre Vladimirov som prins Siegfried (1913).
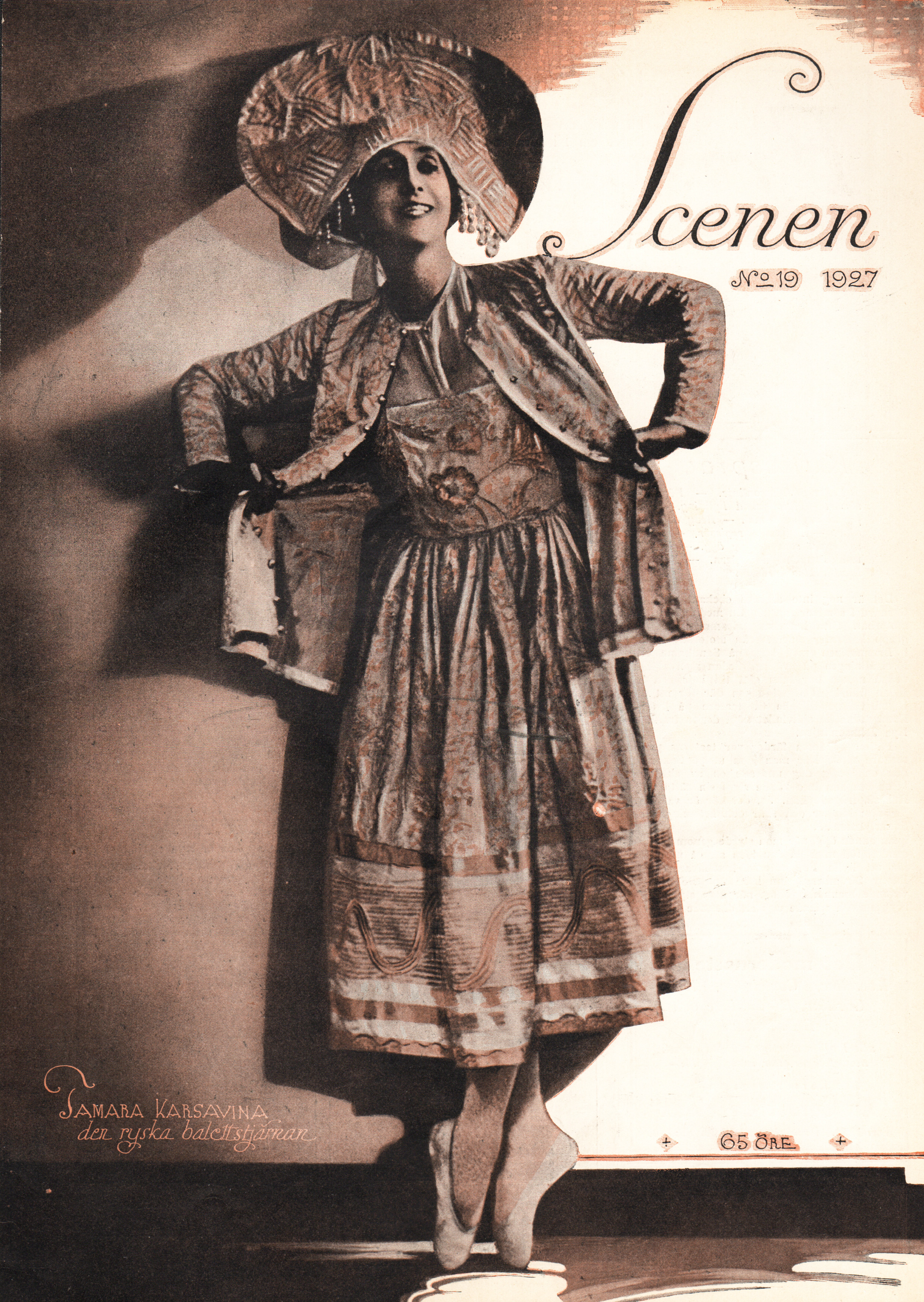
Karsavina på omslaget till Scenen 1927.